# Peter Bieri
Peter Bieri med pseudonymet Pascal Mercier (født 23. juni 1944 i Bern, død 27. juni 2023) var en filosof og forfatter fra Schweiz, der modtog flere litterære priser og udmærkelser.
Hans akademiske karriere begyndte med studier i filosofi, klassisk filologi og indologi. Han beskæftigede sig særligt med tidsfilosofi og erkendelsesteori. Efter at være blevet doktor i filosofi blev han ansat ved bl.a. Ruprecht-Karls-Universität Heidelberg, Philipps-Universität Marburg og Freie Universität Berlin, indtil han i 2007 opgav universitetskarrieren i 2007.
Hans roman Nattog til Lissabon blev i 2013 filmatiseret af Bille August.

## Værker oversat til dansk
- Nattog til Lissabon (tysk: Nachtzug nach Lissabon, 2004). Tiderne Skifter, 2007. ISBN 978-87-7973-210-0
- Perlmanns fortielser (tysk: Perlmanns Schweigen, 1995). Tiderne Skifter, 2008. ISBN 978-87-7973-304-6
- Lea (tysk: Lea, 2007). Tiderne Skifter, 2009. ISBN 978-87-7973-387-9
- En måde at leve på - Om mangfoldigheden i menneskelig værdighed (tysk: Eine Art zu leben - Über die Vielfalt menschlicher Würde, 2013). Forlaget THP, 2021. ISBN 978-87-92600-21-9